# دم‌حلقه‌ای فلزگون
دم‌حلقه‌ای فلزگون (Austrolestes cingulatus) گونه‌ای از سنجاقک‌های استرالیا است.
این سنجاقک به طور گسترده در تاسمانی، ویکتوریا، شرق نیوساوث‌ویلز و جنوب شرقی کوئینزلند زندگی می‌کند. دم‌حلقه‌ای‌های فلزگون سنجاقک‌هایی باریک و میان‌جثه هستند که رنگ آن‌ها سبز و طلایی یا سبز متمایل به آبی فلزگون است.
در این حشرات، هر بخش از قسمت شکمی، با یک «حلقه» کم‌رنگ از بخش دیگر جدا شده‌است.
دم‌حلقه‌ای‌های فلزگون از ماه‌های اکتبر تا مارس در آب‌های راکد هم‌چون دریاچه‌ها و آبگیرها و مرداب‌ها و اطراف رودخانه‌ها فعال‌اند و معمولاً آن‌ها را می‌توان میان سبزه‌زارها یافت.